# سرعة (فلم هندي)
سرعة (بالإنجليزية: Speed) سرعة وهو فلم اكشن هندي من بوليوود من إخراج فيكرام بهات وانتج في عام 2007 وهو من إنتاج هاري بارويجا، و الفلم من بطولة زايد خان وأورميلا ماتوندكار وسانجاي سوري وأفتاب شيفداساني وعاشيش تشادوري.

## الممثلون والشخصيات
- زايد خان بدور سانديب أرورا
- أورميلا ماتوندكار بدور ريتشا فيرما
- سانجاي سوري بدور العميل سيدهارث
- أفتاب شيفداساني بدور كبير خان
- عاشيش تشودري بدور المفتش روهان ناث
- تانوشري دوتا بدور سانجانا
- أمريتا أرورا بدور سميرا ميهرا
- صوفي شودري بدور مونيكا مونتيرو

## وصلات خارجية
- مقالات تستعمل روابط فنية بلا صلة مع ويكي بيانات
- فلم السرعة على قاعدة بيانات الأفلام على الإنترنت